# Силвинско възвишение
Силвинското възвишение (на руски: Сылвинский кряж) е възвишение в Приуралието, разположено в крайната югоизточна част на Пермски край и крайната югозападна част на Свердловска област, между реките Силва (ляв приток на Чусовая, ляв приток на Кама) и левият ѝ приток Ирен и Уфа (десен приток на Белая, ляв приток на Кама) и десният ѝ приток Сарс. Дължина около 90 km. На юг се свързва с Уфимското плато. Максимална височина 406 m (56°43′17″ с. ш. 57°32′13″ и. д. / 56.721389° с. ш. 57.536944° и. д.), разположена в Свердловска област, на около 22 km на запад-югозапад от сгт Ачит. Източните му склонове спускащи се към реките Силва и Уфа са стръмни, а западните – полегати. Изградено е от пермски варовици, доломити и гипс и има силно развити карстови форми. От него водят началото си реките Ирен и Сарс и по-малки леви притоци на Силва и десни притоци на Уфа. Преобладават степните и ливадно-степните участъци, които се редуват с редки гори от бреза, липа и клен и по-рядко – от иглолистни гори.